# Новозарянский сельсовет
Новозарянский сельсовет (белор. Новазаранскі сельсавет) — административная единица на территории Чашникского района Витебской области Республики Беларусь. Административный центр — агрогородок Новая Заря.

## История
Образован в 1980 г.

## Состав
Новозарянский сельсовет включает 29 населённых пунктов:
- Андрияново — деревня
- Балино — деревня
- Вирки — деревня
- Гили — деревня
- Гоголевка — деревня
- Гурец — деревня
- Добромысли — деревня
- Заборье — деревня
- Занивочье — деревня
- Заровье — деревня
- Изгородище — деревня
- Кажары — деревня
- Калачинцы — деревня
- Кащино — деревня
- Колтки — деревня
- Красный Октябрь — деревня.
- Кушнеровка — деревня
- Липовец — деревня
- Млын — деревня
- Московская Гора — деревня
- Набережный — посёлок
- Наволоки — деревня
- Новая Заря — агрогородок
- Пасынки — деревня
- Плавник — деревня
- Симоновичи — деревня
- Сорочино — деревня
- Столбцы — деревня
- Туровщина — деревня

Упразднённые населённые пункты на территории сельсовета:
- Амосовка — деревня
- Есеновки — деревня
- Федоровка — деревня

## Достопримечательность
- Глыба «Змеев камень» (наследие ледника). Памятник природы местного значения. Расположен на границе Чашникского и Лепельского районов возле деревни Гоголевка.